# Roswitha Drecker
Roswitha Drecker (* 16. Oktober 1939 in Herne) ist eine deutsche Politikerin und ehemalige Landtagsabgeordnete (CDU).

## Leben und Beruf
Nach dem Besuch der Volksschule absolvierte sie eine Ausbildung zur Fotolaborantin und war in diesem Beruf tätig. Bevor sie 1965 Hausfrau wurde, war sie seit 1960 kaufmännische Angestellte im Fotohandel.
Seit 1972 ist sie Mitglied der CDU und ist in zahlreichen Gremien vertreten. Drecker ist stellvertretende Schiedsperson im Amtsgerichtsbezirk Lüdinghausen.

## Abgeordneter
Vom 1. März 1990 bis zum 30. Mai 1990 war Drecker Mitglied des Landtags des Landes Nordrhein-Westfalen. Sie rückte in der zehnten Wahlperiode über die Reserveliste nach.
Dem Rat der Gemeinde Senden gehört sie seit 1985 an. 